# Klara Guseva
Klara Ivanovna Guseva, coniugata Nesterova (in russo Клара Ивановна Гусева-Нестерова?; Rasskazovo, 8 marzo 1937 – Mosca, 12 maggio 2019), è stata una pattinatrice di velocità su ghiaccio sovietica.

## Palmarès

### Olimpiadi invernali
- Oro a Squaw Valley 1960 nei 1000 metri.